# 起点言語
翻訳における起点言語（きてんげんご、英語: Source language）は、翻訳する前の原文の言語を指し、翻訳した後の訳文の言語を指す目標言語とは対義語である。翻訳の難しさの理由は一部には起点言語と目標言語における語彙の差にあるが、この語彙の差は翻訳の必要性を生み出しており、特に両言語の語族が違う場合にはその必要性が顕著である。
専門家による翻訳では、起点言語が翻訳者の第二言語である場合がほとんどである。翻訳ではまず原文を徹底的に分析し、完全に理解したことを保証してから実際に翻訳に取り掛かる。
翻訳の信頼性を保証するために、逆翻訳（Back-translation）が使われることもある。逆翻訳とは、まず翻訳者が文を起点言語から目標言語に翻訳し、次に別の翻訳者が訳文を起点言語に翻訳、最後に原文と起点言語への訳文を比較し、その差を見つけることである。